# Josef Goll
Josef Goll (6. listopadu 1864 Litíč – 2. října 1924 Nouzov) byl rakouský a český politik německé národnosti z Čech, na počátku 20. století poslanec Říšské rady.

## Biografie
Vychodil základní školu. Profesí byl zemědělcem. Roku 1895 převzal po sňatku správu rodinné zemědělské usedlosti. Kromě toho se angažoval v rozvoji družstevnictví. Byl předsedou německého okresního zemědělského spolku v Dvoře Králové a předsedou německého politického spolku pro zastupování zájmů zemědělců.
Na počátku 20. století se zapojil i do celostátní politiky. Ve volbách do Říšské rady roku 1907 byl zvolen do Říšské rady (celostátní zákonodárný sbor) za obvod Čechy 130. Usedl do poslaneckého klubu Německý národní svaz, v jehož rámci reprezentoval Německou agrární stranu. Mandát obhájil za týž obvod i ve volbách do Říšské rady roku 1911. Ve vídeňském parlamentu setrval do zániku monarchie.Profesně byl k roku 1911 uváděn jako zemědělec.
Po válce zasedal v letech 1918–1919 jako poslanec Provizorního národního shromáždění Německého Rakouska (Provisorische Nationalversammlung).
Od roku 1920 byl členem (a místopředsedou) zemské zemědělské rady v Čechách a prezidentem úřadovny německého zemědělství v Československu. Podílel se na zakládání zemědělských skladů a na přípravě zemědělských výstav.